# Taiyo Koga
Taiyo Koga (古賀 太陽, Koga Taiyo, Niigata, 28 oktober 1998) is een Japans voetballer die als verdediger speelt bij Kashiwa Reysol.

## Clubcarrière
Koga begon zijn carrière in 2017 bij Kashiwa Reysol. In het seizoen 2018 kwam hij op huurbasis uit voor Avispa Fukuoka.

## Interlandcarrière
Koga maakte op 14 december 2019 zijn debuut in het Japans voetbalelftal tijdens een Oost-Aziatisch kampioenschap voetbal 2019 tegen Hongkong.

## Statistieken
| Japans voetbalelftal | Japans voetbalelftal | Japans voetbalelftal |
| Jaar                 | Wed.                 | Dlp.                 |
| -------------------- | -------------------- | -------------------- |
| 2019                 | 1                    | 0                    |
| Totaal               | 1                    | 0                    |